# 刘震寰 (1890年)
刘震寰（1890年—1972年），原名瑞廷，字显臣、显承，广西马平人，中华民国军事人物。

## 生平
刘震寰毕业于广西优级师范学校，1911年加入中国同盟会。武昌起义后在柳州起义，任右江国民军第一支队司令。翌年被任命为广西陆军第五路帮统。二次革命中在柳州担任讨袁军总司令，讨袁革命以失败告终。后前往日本，1915年返国后任粤桂联军总司令。1917年投奔旧桂系陈炳焜，被任命为广西巡防营副司令。1920年其暗地与粤军相通，被委为广西陆军第一师师长。1921年粤桂战争中倒戈反桂，结束了旧桂系对广西的统治，翌年出任广西绥靖处督办。1922年6月陈炯明与孙中山發生衝突后，刘被孙委任为中央直辖桂军第二路总司令，对陈炯明发起军事行动，后又出任西路讨贼军总司令。1923年1月击败陈炯明，2月迎请孙中山返回广州。
1924年1月，当选国民党第一届候补中央监察委员。同年被任命为广西省省长，但因新桂系李宗仁、黄绍竑的反对未能赴任，后改任建国军桂军第三军军长。1925年刘震寰支持唐继尧就职广东大元帅府，被国民党拒绝，並且击败，失败后赴香港。其后曾到昆明任云南省政府顾问，1937年晉升陆军中将，1945年再次返港。1972年在港病逝。